# TAM Linhas Aéreas-vlucht 3054
TAM Linhas Aéreas vlucht JJ 3054 was een vlucht van de Braziliaanse luchtvaartmaatschappij TAM Linhas Aéreas waarmee op 17 juli 2007 op de Luchthaven Congonhas in São Paulo een vliegtuigongeluk plaatsvond.
Er vielen circa 195 doden toen een passagiersvliegtuig over de korte landingsbaan doorschoot in een gebouw terechtkwam en in brand vloog. Het regende erg tijdens de landing.

## Toestand vliegveld
Eerder in het jaar waren stemmen opgegaan die vonden dat de luchthaven te dicht bij bebouwing lag en dat de start- en landingsbanen te kort waren. Onder piloten wordt de baan vergeleken met de landingsstrip van een vliegdekschip. De commotie leidde tot een rechtszaak waarbij een federale rechter drie typen vliegtuigen verbood op Conhongas: Fokker 100, Boeing 737-800 en Boeing 737-700. In beroep werd deze beslissing teruggedraaid, maar de luchthaven werd opgedragen het oppervlak van de betreffende banen te vernieuwen.
In juni werd de betreffende baan opnieuw geasfalteerd, en weer in gebruik genomen. Het aanbrengen van groeven om de waterafvoer te verbeteren was echter nog niet gebeurd, en stond gepland voor eind juli.
Op de dag vóór het ongeval gleden twee andere vliegtuigen van de baan vanwege de slechte waterafvoer en de daaruit resulterende slechte remprestaties (aquaplaning).

## Oorzaak van de crash

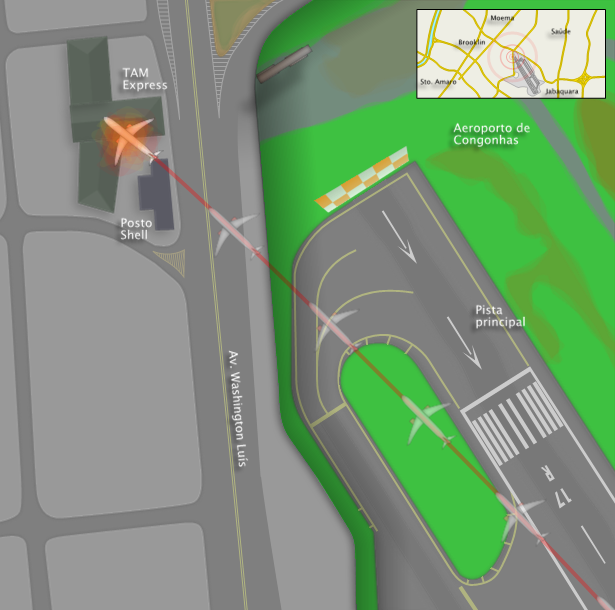
Traject van TAM Linhas Aéreas-vlucht 3054 na de landing

De rechter straalomkeerder van de Airbus A320 waarmee het ongeval plaatsvond was ten tijde van het ongeval gedeactiveerd. Kort voor de landing werd de thrustlever van de linker motor in "idle" gezet, met de rechter gashendel (thrustlever) werd dit niet gedaan die bleef in "CLB" (climb) staan. Het gevolg hiervan was dat het vermogen van de rechtermotor weer toenam. Onmiddellijk na de landing werden de spoilers niet geactiveerd, de automatische remmen (autobrakes) werden ook niet geactiveerd (beiden door systeemlogica). Gevolg van deze drie onvolkomenheden was dat het vliegtuig niet tot stilstand kon worden gebracht en de landingsbaan aan de linkerkant verliet. Het vliegtuig schoof over een snelweg naast het vliegveld en kwam daarna terecht in een gebouw.
Onafhankelijk van eventuele fouten gemaakt door de bemanning zijn vóór het ogenblik van het ongeval een aantal latente fouten en/of gaten in het veiligheidssysteem aan te wijzen, die lijken te hebben bijgedragen aan het ontstaan van dit ongeval:
- de inrichting van de luchthaven met bebouwing in de onmiddellijke nabijheid van de banen
- de beperkte lengte van de banen in relatie tot het type vliegtuigen dat op de luchthaven mag opereren
- het vrijgeven van een landingsbaan waarvan bekend was dat hieraan nog werkzaamheden (groeven) moeten gebeuren die de veiligheid direct beïnvloeden
- het gebruik van een landingsbaan onder condities (regen) die de veiligheid van de vluchten negatief beïnvloeden
- het kennelijk niet of niet afdoende reageren op twee vergelijkbare voorwaarschuwingen de dag voordien
- het gebruik van een toestel met een op zich acceptabel technisch gebrek, op een luchthaven met een korte landingsbaan en in slechte weersomstandigheden